# ジャンルイジ・ドンナルンマ
ジャンルイジ・ドンナルンマ（イタリア語: Gianluigi Donnarumma, 1999年2月25日 - ）は、イタリア・カンパニア州ナポリ県カステッランマーレ・ディ・スタービア出身のサッカー選手。パリ・サンジェルマンFC所属。イタリア代表。ポジションはゴールキーパー。

## クラブ経歴
ACミランのユース出身。16歳になる誕生日の3日前、2015年2月22日に行われたチェゼーナとのリーグ戦で初のベンチ入り。翌シーズン、シニシャ・ミハイロヴィチ監督によってユースから昇格し、第三ゴールキーパーとなった。インターナショナル・チャンピオンズ・カップ 2015でインテル、レアル・マドリードの両チームと対戦し、7月30日のレアル・マドリード戦の72分にディエゴ・ロペスに代わりプロデビューを果たした。この試合では残り時間を無失点に抑えたものの、その後のPK戦で彼が得点に失敗した事によって敗北を喫した。
2015年10月25日のサン・シーロで行われたUSサッスオーロ・カルチョ戦ではリーグ戦初出場を果たし、スターティングメンバーにも名を連ねた。この初出場に際してはディエゴ・ロペスが以前の三試合で勝利を掴めなかった事があり、これによって若き彼はセリエAでのデビューを果たした。この16歳8ヶ月の記録はゴールキーパーとして最も若い記録となっている。ミハイロヴィチ監督には「イタリアサッカーの未来」と称される程にその能力を買われている。無失点に抑えた初試合はその三日後のACキエーヴォ・ヴェローナ戦であり、1-0の勝利でこの試合を終えた。11月8日には4試合目の出場となり、海外のメディアからも注目され、アタランタBC相手にスコアレスドローの結果を出した。
2016-17シーズン終了後の2017年6月15日、ACミランは2018年6月で切れるドンナルンマとの契約を更新しないことを発表したが、交渉の結果、2021年までの4年契約を締結。年俸は18歳の選手としては破格の600万ユーロとなる。
2018年4月15日にサン・シーロで行われたSSCナポリ戦で、史上最年少となる19歳と49日でセリエA100試合出場を達成した。2019-20シーズン、第35節サッスオーロ戦でセリエA通算200試合出場を果たした。2020-21シーズンは来季のチャンピオンズリーグ出場権獲得となるチームのリーグ戦第2位に貢献、同シーズンのリーグ最優秀GKに選出された。しかし、結局ミランとの契約延長交渉は不調に終わり、同シーズン終了後に退団となった。
2021年7月14日、移籍金フリーでリーグ・アン所属のパリ・サンジェルマンFCと契約を結んだことが発表された。期間は2026年までの5年契約。加入当初はケイロル・ナバスに次ぐ第2GKに留まるも、ナバスの不調などもあってスタメンの座を獲得。その後はナバスとの併用で起用され、17試合に出場した。
翌年の2022ｰ23シーズンは、完全にナバスからポジションを奪取することに成功し、正GKとして出場を続けている。

## 代表経歴
UEFA U-17欧州選手権2015に臨んだイタリアU-17代表では正ゴールキーパーとして出場した。2015年11月5日にはイタリアU-21代表からセルビアU-21代表、リトアニアU-21代表戦で初招集を受けた。
2016年8月にはイタリアA代表に初めて招集され、9月1日のフランスとの親善試合で代表デビューを果たした。17歳6ヶ月での代表デビューはイタリア代表史上3番目の若さであり、ゴールキーパーとしては最年少、直近の105年で最年少での出場となった。

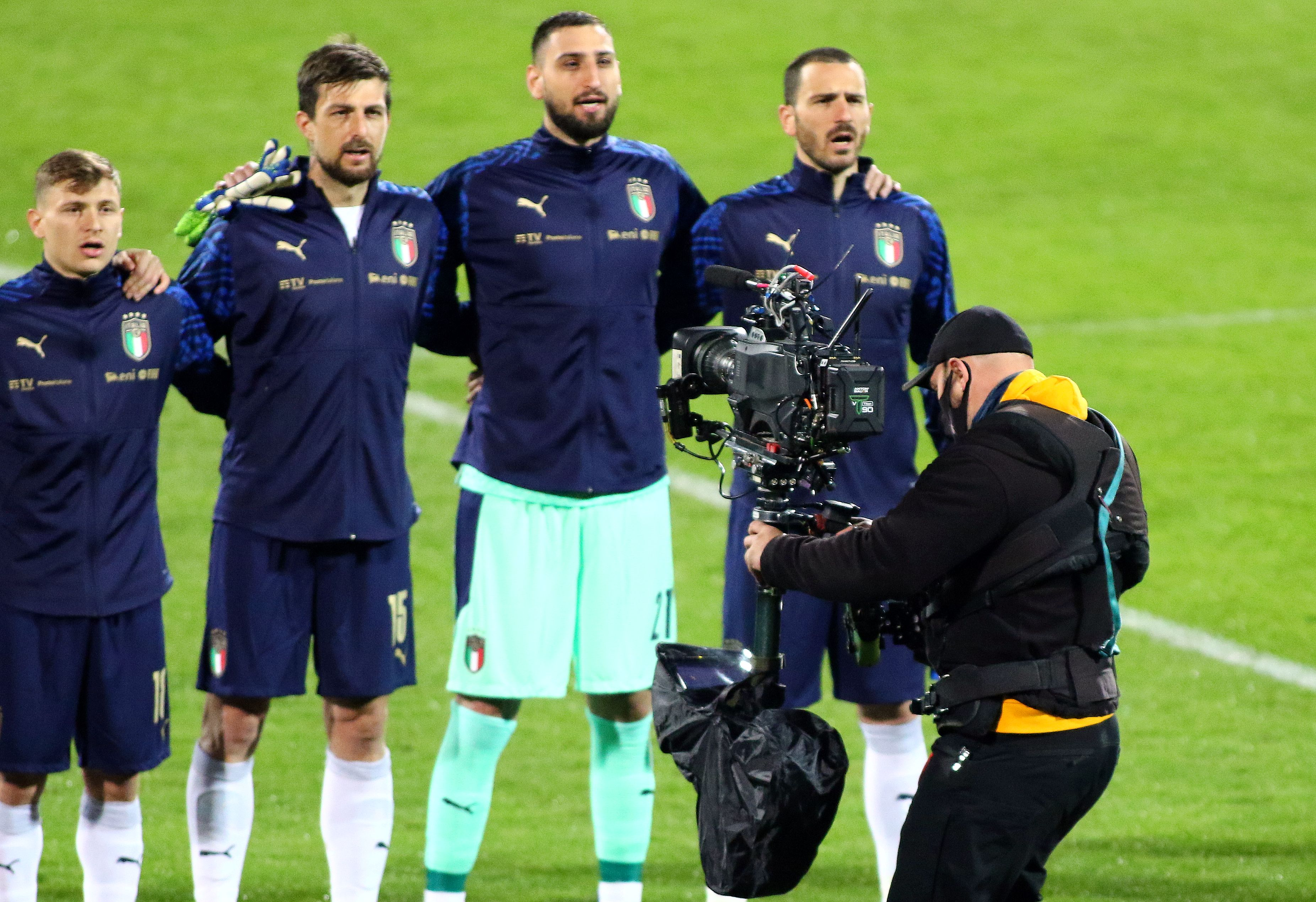
イタリア代表でのドンナルンマ（画像真ん中、2021年）

2021年、UEFA EURO 2020では全試合に先発出場。グループステージを3連勝（無失点）で突破すると、ラウンド16では延長戦でオーストリア、準々決勝ではベルギーとの試合に勝利した。EUROでは4大会続けての対戦となるスペインとの準決勝ではPK戦でアルバロ・モラタのキックをセーブしてチームを決勝に導いた。決勝のイングランド戦のPK戦でもジェイドン・サンチョとブカヨ・サカの2本のキックをセーブするなど活躍、チームの優勝と共に大会最優秀選手に選出された。10月10日のUEFAネーションズリーグ ベルギー戦で1965年以来最年少となる22歳7か月で初の主将を務めた 。
UEFA EURO 2024に選出。

## 人物
- 兄のアントニオ・ドンナルンマもゴールキーパーであり、共にACミランのトップチームでプレーをしていた[24]。

- 熱烈なミランのファンであり、14歳の時に宿敵であるインテルと契約寸前であったものの、ミランでのプレーを諦めきれず、これを拒否している[25]。

- 2021年の夏にフリーでACミランからパリ・サンジェルマンFCへ移籍したことで一部のミランサポーターから強烈な反感を買っている。2023-24シーズンのUEFAチャンピオンズリーグで両者がサン・シーロで対戦した際には、ミランのサポーターから激しいブーイングにさらされた上にドンナルンマの顔が描かれた偽札が大量にピッチへ投げ込まれた[26]。

## 個人成績

### クラブ
2022-23シーズン終了時点
| クラブ               | シーズン     | リーグ戦     | リーグ戦 | リーグ戦 | 国内カップ | 国内カップ | 国際大会 | 国際大会 | その他 | その他 | 合計 | 合計 |
| クラブ               | シーズン     | ディビジョン | 出場     | 得点     | 出場       | 得点       | 出場     | 得点     | 出場   | 得点   | 出場 | 得点 |
| -------------------- | ------------ | ------------ | -------- | -------- | ---------- | ---------- | -------- | -------- | ------ | ------ | ---- | ---- |
| ACミラン             | 2015-16      | セリエA      | 30       | 0        | 1          | 0          | -        | -        | -      | -      | 31   | 0    |
| ACミラン             | 2016-17      | セリエA      | 38       | 0        | 2          | 0          | -        | -        | 1      | 0      | 41   | 0    |
| ACミラン             | 2017-18      | セリエA      | 38       | 0        | 4          | 0          | 11       | 0        | -      | -      | 53   | 0    |
| ACミラン             | 2018-19      | セリエA      | 36       | 0        | 2          | 0          | 0        | 0        | 1      | 0      | 39   | 0    |
| ACミラン             | 2019-20      | セリエA      | 36       | 0        | 3          | 0          | -        | -        | -      | -      | 39   | 0    |
| ACミラン             | 2020-21      | セリエA      | 37       | 0        | 0          | 0          | 11       | 0        | -      | -      | 48   | 0    |
| ACミラン             | 通算         | 通算         | 215      | 0        | 12         | 0          | 22       | 0        | 2      | 0      | 251  | 0    |
| パリ・サンジェルマン | 2021-22      | リーグ・アン | 17       | 0        | 2          | 0          | 5        | 0        | 0      | 0      | 24   | 0    |
| パリ・サンジェルマン | 2022-23      | リーグ・アン | 38       | 0        | 1          | 0          | 8        | 0        | 1      | 0      | 48   | 0    |
| パリ・サンジェルマン | 通算         | 通算         | 55       | 0        | 3          | 0          | 13       | 0        | 1      | 0      | 72   | 0    |
| キャリア通算         | キャリア通算 | キャリア通算 | 270      | 0        | 15         | 0          | 35       | 0        | 3      | 0      | 323  | 0    |

### 代表
出場大会
- U-17イタリア代表

2015年 - UEFA U-17欧州選手権2015（6位）
- U-21イタリア代表

2017年 - UEFA U-21欧州選手権2017（ベスト4）
- イタリア代表

2021年 - UEFA EURO 2020（優勝）
試合数
2023年11月20日現在
- 国際Aマッチ 60試合 0得点（2016年 - ）

| イタリア代表 | 国際Aマッチ | 国際Aマッチ |
| 年           | 出場        | 得点        |
| ------------ | ----------- | ----------- |
| 2016         | 2           | 0           |
| 2017         | 2           | 0           |
| 2018         | 7           | 0           |
| 2019         | 5           | 0           |
| 2020         | 6           | 0           |
| 2021         | 18          | 0           |
| 2022         | 10          | 0           |
| 2023         | 10          | 0           |
| 通算         | 60          | 0           |

## タイトル

### クラブ
ACミラン
- スーペルコッパ・イタリアーナ：1回（2016）

パリ・サンジェルマン
- リーグ・アン：2回  (2023-2024, 2024-2025)

- クープ・ドゥ・フランス：2回  (2024, 2025)

- トロフェ・デ・シャンピオン：1回（2022）
- UEFAチャンピオンズリーグ：1回  (2024-25）

### 代表
イタリア代表
- UEFA欧州選手権：1回（2020）

U-17イタリア代表
- 2015年 - UEFA U-17欧州選手権

U-21イタリア代表
- 2017年 - UEFA U-21欧州選手権（ベスト4）

### 個人
- セリエA最優秀GK：2020-21
- UEFA EURO 2020 大会最優秀選手
- UEFA EURO 2020 大会ベストイレブン